# David F. James
David F. James (* 6. Dezember 1905 (unsicher) in Mason City, Cerro Gordo County, Iowa; † 7. Juli 1996 in Chester, Liberty County, Montana) war ein US-amerikanischer Politiker. Zwischen 1962 und 1965 war er kommissarischer Vizegouverneur des Staates Montana.

## Werdegang
Über David James gibt es so gut wie keine verwertbaren Quellen. Seine Lebensdaten (1905–1996) stammen aus Find A Grave und betreffen laut Grabstein einen Staatssenator. Dabei handelt es sich möglicherweise um den hier behandelten Vizegouverneur. Da dies aber nicht eindeutig gesichert ist, müssen auch diese Lebensdaten samt Geburts- und Sterbeort unter Vorbehalt betrachtet werden. Sicher ist, dass David James zumindest zeitweise in Montana lebte und der Demokratischen Partei angehörte. 
Nach dem Tod von Gouverneur Donald Grant Nutter übernahm dessen Vizegouverneur Tim M. Babcock das höchste Staatsamt Montanas. Das nun freigewordene Amt des Vizegouverneurs fiel nun entsprechend er Staatsverfassung dem Amt des President Pro Tempore des Staatssenats zu. Da David James nun zum kommissarischen Vizegouverneur aufrückte, muss davon ausgegangen werden, dass er zu diesem Zeitpunkt amtierender Senatspräsident war. Er bekleidete das Amt des kommissarischen Vizegouverneurs zwischen 1962 und 1965.